# علاء الجابر
علاء الجابر كاتب وناقد مسرحي، وروائي من الكويت.

## حياته
مدرب ورش في مجالات الكتابة المتعددة (مسرح - تلفزيون - إذاعة - صحافة). عُرف في الأوساط الأكاديمية والثقافية باهتمامه «بأدب الأطفال» ، عمل في المجلس الوطني للثقافة والفنون والآداب بالكويت 1987 - 1990، وعمل في الصحافة الفنية ومن ثم مشرفًا على الصفحة الثقافية في جريدة الوطن – الكويت 1988 - 2002. وله العديد من المقالات في الصحف الخليجية والعربية، ويكتب مقال الصفحة الأخيرة في مجلة (حبايبنا) – مجلة شهرية متخصصة بالطفولة –. كتب العديد من المسرحيات، الأشعار، القصص، الأغاني، الأوبريتات، الأفلام والبرامج الإذاعية والتلفزيونية. عمل باحثا في ثقافة الطفل في المجلس الوطني للثقافة والفنون والآداب - الكويت من 1987 لسنة 1990. تم تناولت أعماله الدراسة والتحليل في العديد من الدراسات والبحوث الأكاديمية. محاضر في العديد من الجامعات والكليات والمدارس في الكويت والوطن العربي عن الثقافة والنقد والتأليف المسرحي ومسرح الطفل. حاصل على عدة جوائز وشارك في تحكيم العديد من الجوائز المحلية والعربية. مدرب للكتابة المسرحية والإبداعية في مجالات (الإذاعة - التلفزيون - الصحافة)، حيث قدّم العديد من الورش في هذا المجال للشباب والأطفال.

## أعماله
- قُرر كتابه «في سماء الكويت» الصادر عام 1986 ضمن منهج أدب الأطفال - جامعة الكويت من 1987 حتى 1989.
- قُرر نص مسرحيته «كونان في أرض البوكيمون» على طلبة الدراسات الدرامية في المعهد العالي للفنون المسرحية عام 2001.
- قدمت بعض أعماله المسرحية كنماذج لدراسات عليا في النقد المسرحي في كل من: المعهد العالي للفنون المسرحية -أكاديمية الفنون- جمهورية مصر العربية، معهد الموسيقي العربية-أكاديمية الفنون-جمهورية مصر العربية، كلية الآداب-جامعة حلوان-جمهورية مصر العربية، قدمت مسرحياته ضمن مشاريع تخرج طلبة البكالوريوس في المعهد العالي للفنون المسرحية في الكويت في جميع الأقسام: النقد-التمثيل-الإخراج-الديكور، قدمت حول كتابه (مسرحياتي كما أراها الآن) دراسة نقدية للباحث والناقد د. سيد علي إسماعيل-ضمن مؤتمر جامعة حلب-سوريا 2011، قدمت نصوصه التلفزيونية نموذجا لدراسات عليا -قسم الإعلام-جامعة البحرين، قدمت تجربته المسرحية «مسرح علاء الجابر» ضمن مشاريع تخرج السنة الرابعة-قسم النقد المسرحي-المعهد العالي للفنون المسرحية-الكويت 2012، قررت رواية «هولندا لا تمطر رطبا» ضمن مقرر مادة النثر -كلية الآداب- كلية التربية جامعة حلوان-مصر 2013، تم تناول روايته «هولندا لا تمطر رطبا» كنموذج تطبيقي ضمن أطروحة ماجستير بعنوان «الآخر في الرواية العربية-نماذج مختارة» للباحث عبد الرحمن صلاح الدين، كلية دار العلوم-القاهرة 2015، وفي أطروحة ماجستير الأدب الإنجليزي عن (خطاب الاستغراب-الغرب من منظور الكتابة العربية) للباحثة سارة أشكناني، جامعة الكويت 2015، كتبت عن أعماله عشرات الدراسات والمقالات المنشورة في الصحف والمجلات والمواقع الإلكترونية.

## الجوائز التي حصل عليها
- جائزة «نادي القصة» عن رواية (هولندا لا تمطر رطبا)، القاهرة، 2012.[2]
- حصل برنامج الأطفال الغنائي (هيا نلعب) الذي كتب كلماته على جائزتين (الجائزة الأولى من مهرجان الإذاعة والتلفزيون، تونس، 2012 – والجائزة الثانية من مهرجان الخليج للإذاعة والتلفزيون، مملكة البحرين، 2012).[2]
- الجائزة الفضية عن أغنية (الأصوات لها أسماء)، مهرجان الأردن للإعلام العربي، 2010.[2]
- حاز برنامج الأطفال (تلفزيون الأطفال-الكويت) الذي يشارك في إعداده على الجائزة الذهبية في مهرجان الإذاعة والتلفزيون في القاهرة لأعوام 2002,2008,2009.[2]
- الجائزة التقديرية في مهرجان الإذاعة والتلفزيون في القاهرة عن تأليفه لتمثيلية الأطفال (يوميات طفل غاضب)عام 2003.[2]
- جائزة أفضل مقال عن الملكية الفكرية، الكويت، 1999-2000.[2]

### كُرم في العديد من الدول
- مؤسسة جامعات VHS الألمانية-الإسكندرية-مصر 2016.
- مركز الإبداع-وزارة الثقافة-الإسكندرية-مصر 2016.
- مهرجان قفصة-وزارة الثقافة-تونس 2016.
- جامعة عين شمس-القاهرة-مصر 2015.
- وزارة الشباب والرياضة-القاهرة-مصر2014.
- عمادة شؤون الطلبة-جامعة الكويت 2013.
- محافظة المنيا-مصر 2013.
- وزارة الثقافة-مملكة البحرين 2013.
- محافظة الأحمدي-الكويت-2013.
- ملتقي قلمي-جامعة الخليج-الكويت 2011.
- مهرجان شفشاون المسرحي في المغرب في دورته السادسة، وهو مهرجان يهتم بمسرح الطفل.[3][4][5]

### الكتابة المسرحية والإبداعية التي أقامها
- ورشة «كيف تكتب مسرحية» برعاية مركز الإبداع-وزارة الثقافة-الإسكندرية-في سبتمبر 2016.
- ورشة «الكتابة المسرحية» برعاية حزب مصر بالإسكندرية في سبتمبر 2016.
- ورشة «الكتابة الإبداعية» برعاية وإشراف جامعات VHS الألمانية -بالتعاون مع مركز الإبراهيمية للأعلام- مخصصة للعاملين في مؤسسات الطفولة بالإسكندرية في مايو 2016.
- ورشة «الكتابة المسرحية» مهرجان قفصة الدولي العشرين للمسرح-تونس-أبريل 2016.
- ورشة «الكتابة المسرحية» لطلبة جامعة عين شمس-القاهرة- فبراير 2016.
- ورشة «رحلة الحكاية من الفكرة إلى المتلقي» للعاملين في مجال الطفولة برعاية وإشراف مؤسسة جامعات VHS الألمانية بالتعاون مع مركز الجزيرة للفنون -وزارة الثقافة -القاهرة-فبراير 2016.
- ورشة «الكتابة المسرحية» لشباب الجامعات العربية المشاركة في مهرجان فاس الجامعي التاسع -المغرب-مايو 2014.
- ورشة «غيّر حياتك» في مجال الكتابة الإبداعية للمسرح، الإذاعة والتلفزيون، والصحافة، خصصت للأطفال الأيتام وأطفال الشوارع برعاية وزارة الشباب والرياضة ووزارة التنمية الاجتماعية بالقاهرة 2014.
- ورشة «الكتابة الإبداعية» لطلبة مدرسة المنيا النموذجية، مهرجان المسرح الدولي لمصر الطفل -مصر- في عام 2013.
- ورشة «على الورق في الكتابة الدرامية» وزارة الثقافة-مهرجان تاء الشباب السنوي بمملكة البحرين 2013.
- ورشة «فن الكتابة المسرحية» عمادة شؤون الطلبة بجامعة الكويت في 2013.
- ورشة «كيف تمتلك عينا ناقدة؟» بمركز تيد العالمي بكاليفورنيا-الكويت 2012.
- ورشة «الكتابة الإبداعية» (مسرح-إذاعة-تلفزيون-صحافة) وزارة التربية-الكويت 2011.
- ورشة في «النقد المسرحي للأطفال» وزارة التنمية الاجتماعية-مملكة البحرين 2008.
- ورشة «فن الكتابة» مهرجان تازة المسرحي-المغرب 2007.
- ورشة في «فن الكتابة المسرحية للأطفال» مهرجان شفشاون المسرحي-المغرب لثلاثة أعوام متتالية (2006-2007-2008).

### المشاركة في لجان التحكيم
- عضو لجنة تحكيم المسابقة الرسمية لمهرجان قفصة الدولي العشرين للمسرح-تونس-أبريل2014.
- عضو لجنة تحكيم مسابقة التأليف المسرحي-الهيئة العامة للشباب والرياضة-خلال السنوات التالية (2010-2011-2012).
- عضو لجنة تحكيم مهرجان المسرح العربي-القاهرة-2007.
- عضو لجنة تحكيم جائزة سعاد الصباح -فئة الشعر-الكويت 2011.
- عضو لجنة تحكيم أول جائزة لأفضل مقال نقدي-مهرجان المسرح المحلي-المجلس الوطني للثقافة والفنون والآداب-الكويت 2000.
- عضو لجنة تحكيم للعديد من مسابقات الفن التشكيلي-مدرسة البيان ثنائية اللغة-الكويت (1996-1998-1999).
- عضو لجنة تحكيم المهرجان العربي لرسوم الأطفال-المجلس الوطني للثقافة والفنون والآداب-الكويت 1998.

## المسرح
الأعمال التي عُرضت علي خشبة المسرح:

### مسرحيات ألفها وأخرجها للكبار
- مسرحية (رغم أنهم موتي) تأليف-المعهد العالي للفنون المسرحية-الكويت-2001.
- مسرحية (الرجل الذئب) تأليف-مسرحية للشباب-مسرح السلام-الكويت-2002.
- مسرحية (العاصفة) إخراج ضمن تجربة الإخراج الجماعي-مسرح مركز الإبداع الفني-دار الأوبرا المصرية-القاهرة 2006.

### مسرحيات ألفها للأطفال
- مسرحية «سالي» عام 1992.
- مسرحية «نعنوعة» عام 1992.
- مسرحية «علاء الدين 92» عام 1992.
- مسرحية «بونوكيو» عام 2000.
- مسرحية «كونان في أرض البوكيمون» عام 2000.
- مسرحية «أليس في بلاد العجائب» عام 2001.
- مسرحية «الملك المزيف» عام 2008.

### مسرحيات ألف أغانيها
- مسرحية «نحن والسنافر» عام 1987.
- مسرحية «في بيتنا سنفور» عام 1988.
- مسرحية «عتوي وتوم» عام 1988.
- مسرحية «الكرنفال الكبير» عام 1989.
- مسرحية «فلونة والشناكل» عام 1989.
- مسرحية «فيدو ديدو» عام 1993.
- مسرحية «رحلة الأرنب الجائع» عام 1993.
- مسرحية «الديناصور» عام 1997.

## الأوبريتات الغنائية التي ألفها
- أوبريت «هذه هي الكويت» مدرسة البيان ثنائية اللغة، قُدمت في فبراير 2017.
- أوبريت «ياكويت يابلادي» عرضت على مسرح مدرسة البيان ثنائية اللغة في فبراير 2016.
- أوبريت «من أجل الوطن» حول تاريخ النفط في الكويت، عرضت على مسرح مدرسة سبيعة بنت الحارث-الكويت 2013.
- أوبريت «سر قوتنا» حول إرادة ذوي الاحتياجات الخاصة، عرضت على مسرح النادي الكويتي للمعاقين-الكويت 2012.
- أوبريت «حديقة الفريج» حول وحدة الوطن، عرضت على مسرح مدرسة سبيعة بنت الحارث-الكويت 2012.
- أوبريت «يا بلادي» حول حب الوطن، عرضت على مسرح مدرسة البيان ثنائية اللغة-الكويت-2010.
- أوبريت «هذا الوطن» نبذ الطائفية -وزارة التربية-الكويت 2010.
- أوبريت «اختطاف الأرض» حول ظاهرة الاحتباس الحراري-وزارة التربية-، عرضت على مسرح مدرسة القيروان-الكويت 2009.

### أغاني الأطفال التي ألفها
كتب أكثر من 200 أغنية للإذاعة والتلفزيون، وأصدر أربعة ألبومات لأغاني الأطفال، تنوعت مابين الفصحي والعامية. في عام 2013 أنتجت مؤسسة الإنتاج البرامجي المشترك لدول مجلس التعاون الخليجي 12 أغنية من تأليفه فيديو كليب.وأغاني برنامج «الصف العجيب»-تلفزيون الكويت-يونيو 2016.

### الإصدارات
- رواية «هولندا لا تمطر رطبا» القاهرة-طبعة أولى 2011، طبعة ثانية 2012، طبعة ثالثة 2015.
- مسرحية للأطفال «هيا نقرأ» عام 2015.
- قصة للأطفال «وداعا قارتي السمراء» عام 2014.
- مجموعة نصوص مسرحية «ثورة الأطفال» عام 2013.
- قصة للأطفال «حنظلة مازال بيننا» عام 2012.
- كتاب نقد ذاتي «مسرحياتي كما أراها الآن» عام 2005.
- كتاب توثيقي «مسرح الطفل في الكويت» عام 2004.
- قصة للأطفال «في سماء الكويت» عام 1985.

## المشاركات العملية والعلمية
المشاركات داخل الكويت:
- حلقة نقاشية حول فن كتابة المسرحية -جامعة الكويت- 2013.
- محاضرة عن فن المسرح -ثانوية الإسراء بنات- 2013.
- محاضرة عن واقع المسرح الراهن -رابطة الأدباء- 2013.
- محاضرة عن تجربتي المسرحية -جامعة الخليج- 2012.
- قراءة نقدية للعروض المسرحية في عيد الفطر -ملتقى فضاء المسرح- 2011.
- محاضرة المشهد المسرحي في الكويت -ملتقى الثلاثاء- 2009.
- عدة مشاركات في المهرجان المحلي بين الندوات التطبيقية والفكرية -الكويت- من عام 1998-2012.

### المشاركة المسرحية خارج الكويت
- محاضرة (مسرح الطفل من النص إلى العرض)جامعة عين شمس -القاهرة- مخصصة لطلبة الدراسات العليا -قسم الدراما والنقد المسرحي -سبتمبر 2016.
- مهرجان قفصة الدولي العشرين للمسرح، قدم ورقة علمية ضمن الندوات الفكرية (النص المسرحي بين الكتابة والدراماتورجيا)-تونس-أبريل-2016.
- مهرجان الهيئة العربية للمسرح، معقب رئيسي في الندوات التطبيقية (دورة الكويت-مارس 2016).
- مهرجان الدوحة المسرحي، قدم ورقة علمية ضمن الندوات الفكرية-قطر- 2015.
- مهرجان الشارقة للمسرح الخليجي، قدم ورقة علمية ضمن الندوات الفكرية -الشارقة- 2015.
- مهرجان الهيئة العربية للمسرح، معقب رئيسي في الندوات التطبيقية -دورة الشارقة- مارس 2014.
- مهرجان المسرح العماني الخامس، معقب رئيسي -الندوات التطبيقية- مسقط 2013.
- مهرجان الدوحة المسرحي الأول للمحترفين-قطر- 2012.
- ملتقي شفشاون المسرحي، الندوات الفكرية -المغرب- في الأعوام 2006-2007-2008.
- مهرجان المسرح الخليجي، معقب رئيسي في الندوة التطبيقية -البحرين- 2006.

### البرامج والمسلسلات
- كتب الحلقات الخاصة بالمسرح في الخليج برنامج (تاريخ المسرح العربي) إنتاج قناة الجزيرة الوثائقية، عرض في نوفمبر 2015.
- شارك في إعداد البرنامج الأسبوعي (تلفزيون الأطفال) عرض على تلفزيون الكويت منذ تأسيسه في عام 2001 إلى اليوم.
- كتب المسلسل الإذاعي للكبار (حياتنا) من جزئين، 30 حلقة، عام 2008-2009.
- كتب المسلسل الإذاعي للكبار (الدنيا بخير) 30 حلقة، عام 2011.
- كتب (في سماء الوقف) مسلسل إذاعي من إنتاج الأمانة العامة للأوقاف وإذاعة الكويت، 90 حلقة، عام 2001.
- إعداد سهرة خاصة مع الشاعرة العراقية الكبيرة لميعة عباس عمارة، تقديم الإعلامية أمل عبد الله، تلفزيون الكويت، عام 2001.
- كتب حلقات من برنامج (حروف ورسوم) قناة براعم، عام 2015.
- كتب برنامج (هيا نلعب) تلفزيون الكويت، عام 2012.
- كتب بعض حلقات المسلسل الكرتوني (الاتحاد قوة) إنتاج مؤسسة الإنتاج البرامجي المشترك عام 2011.
- كتب وصمم شخصيات المسلسل الكرتوني (69) مسلسل يتناول قضية العنصرية تجاه الآخر، إنتاج شركة دراما آرت للإنتاج الفني عام 2011.
- كتب جميع حلقات المسلسل الكرتوني (حبوب وحبوبة 3D) إنتاج شركة أدفايس للإنتاج الفني، الكويت، عام 2010.
- كتب بعض حلقات المسلسل الإذاعي للأطفال (بساط الريح) عبارة عن رحلة في دول مجلس التعاون الخليجي، إنتاج مؤسسة الإنتاج البرامجي المشترك عام 2006.
- تمثيلية عن الجاذبية الأرضية بعنوان (نعلو فتجذبنا إليها) إنتاج تلفزيون الكويت عام 2007.
- تمثيلية عن ذوي الاحتياجات الخاصة بعنوان (قلب العالم) إنتاج تلفزيون الكويت عام 2005.
- تمثيلية إذاعية عن حياة ناجي العلي بعنوان (رحلة حنظلة) إنتاج إذاعة الكويت عام 2002.
- فيلم تلفزيوني عن معاناة الأطفال بعنوان (مذكرات طفل غاضب) إنتاج تلفزيون الكويت عام 2002.

### المشاركات الثقافية الأخرى
- كتب مقالات الصفحة الأخيرة في مجلة (حبايبنا)-مجلة شهرية متخصصة بالطفولة- عام 2010.
- مدير قطاع مسرح الطفل -مجموعة مسرح السلام-الكويت، عام 2009.
- شارك في اللجان التحضيرية لبرنامج افتح ياسمسم-التابع لمؤسسة الإنتاج البرامجي المشترك-النسخة الثالثة عام 1988.
- رئيس فريق الإعداد لمهرجان كتب ولعب الأطفال-المجلس الوطني للثقافة والفنون والآداب-الكويت لعام 1988 و 1989.
- شارك في العديد من اللجان الخاصة بثقافة الطفل -المجلس الوطني للثقافة والفنون والآداب.
- شارك ضمن الوفد الممثل لمراقبة إدارة الطفل في المجلس الوطني للثقافة والفنون والآداب، المبعوث إلى مراكز الأطفال الثقافية والفنية (1989-1990) إلى كل من: إيطاليا، ألمانيا الغربية، ألمانيا الشرقية، السويد، النرويج، الدنمارك، فنلندا.
- شارك في ملتقى من أجل مستقبل الطفل العربي -المجلس العربي للطفولة والتنمية- القاهرة 1988.

## المشاركات الصحفية
- عضو جمعية الصحفيين الكويتية، واتحاد الصحفيين العرب، وصحفيي العالم منذ عام 1996.
- عمل منذ عام 1988-1997 في الصحافة الفنية في: السياسة والوطن.
- عمل مشرفا على الصفحة الثقافية في جريدة الوطن الكويتية 1997-2001.
- أحد محرري مجلة (فنون) منذ التأسيس-جريدة الوطن-الكويت 1994.
- له العديد من المساهمات في المجلات الكويتية والعربية.
- له العديد من المقالات في النقد المسرحي في الصحف الكويتية، والخليجية، والعربية، والمواقع الإلكترونية.

## اقرأ أيضا
- الرجل الذئب (مسرحية)